# Гант (округ, Техас)
Шаблон:StateAbbr_ 33°07′ пн. ш. 96°05′ зх. д. / 33.12° пн. ш. 96.09° зх. д.
Округ Гант (англ. Hunt County) — округ (графство) у штаті Техас, США. Ідентифікатор округу 48231.

## Історія
Округ утворений 1846 року.

## Демографія
За даними перепису 2000 року загальне населення округу становило 76596 осіб, зокрема міського населення було 34068, а сільського — 42528. Серед мешканців округу чоловіків було 37921, а жінок — 38675. В окрузі було 28742 домогосподарства, 20519 родин, які мешкали в 32490 будинках. Середній розмір родини становив 3,08.
Віковий розподіл населення поданий у таблиці:
| Стать    | До 15 років | 15-21 | 22-29 | 30-39 | 40-49 | 50-65 | 65-85 | Понад 85 |
| -------- | ----------- | ----- | ----- | ----- | ----- | ----- | ----- | -------- |
| Чоловіки | 8630        | 4248  | 3959  | 5383  | 5496  | 6087  | 3769  | 349      |
| Жінки    | 8137        | 3985  | 3803  | 5429  | 5563  | 6218  | 4702  | 838      |

## Суміжні округи
- Фаннін — північ
- Дельта — північний схід
- Гопкінс — схід
- Рейнс — південний схід
- Ван-Зандт — південний схід
- Кофман — південь
- Рокволл — південний захід
- Коллін — захід

## Виноски
1. ↑  http://www.tshaonline.org/handbook/online/articles/hch22
2. ↑  U.S. Decennial Census. United States Census Bureau. Архів оригіналу за 26 квітня 2015. Процитовано 30 квітня 2015.
3. ↑  Texas Almanac: Population History of Counties from 1850–2010 (PDF). Texas Almanac. Архів (PDF) оригіналу за 26 лютого 2015. Процитовано 30 квітня 2015.
4. ↑  State & County QuickFacts. United States Census Bureau. Архів оригіналу за 28 липня 2011. Процитовано 17 грудня 2013.
5. ↑  American FactFinder. Бюро перепису населення США. Архів оригіналу за 21 травня 2008. Процитовано 31 січня 2008.

| США | Це незавершена стаття з географії США. Ви можете допомогти проєкту, виправивши або дописавши її. |